# Debrecin
Debrecin, Debrcin (na mađarskom: Debrecen, njemački: Debreczin) je grad na istoku Mađarske, po broju stanovnika drugi najveći grad te zemlje (nakon glavnog grada Budimpešte). Debrecin je važan sveučilišni grad, administrativno središte Hajdú-biharske županije i najvažniji kulturno i industrijsko središte regije Zatisja (prostora istočno od Tise) te statističke regije Sjevernog Alfölda.

## Geografski položaj
Debrecin leži na prostoru Alfölda (mađarski naziv za dijelove Panonske nizine), 193 km istočno od Budimpešte i prilično blizu Rumunjske a i Ukrajine. Travnata pustinja Hortobágy, jedna od najvećih turističkih atrakcija Mađarske prostire se pokraj grada.

## Stanovništvo

### Demografski podaci
Površina grada je 462 četvorna kilometra. U njemu po podacima cenzusa iz 2001. godine stalno boravi 211 tisuća ljudi.
Slično općem trendu u Mađarskoj, populacija Debrecina pokazuje znakove starenja (udio osoba ispod 14 godina u odnosu na totalnoj populaciji 2001. godine bio je tek 16%). Grad također ima višak žena  (1000 muškaraca na 1145 žena). 2001. godine više od 50% populacije imalo je završeno srednje i nešto manje od 20% visoko obrazovanje. Iste godine stopa zaposlenosti bila je tek 37% (s udjelom neaktivnog stanovništva od skoro 60%). Stopa nezaposlenosti bila je 4%.

### Etnički i vjerski sastav
Veliku većinu stanovništva čine Mađari. Jedinu brojniju nacionalnu zajednicu grada sem mađarske čine pripadnici romske manjine.
Vjerski sastav grada je sljedeći: reformati (pripadnici kalvinske Reformatske crkve Mađarske) 39%, rimokatolici 15%, grkokatolici 8%, ostali 3%. (Ukupno se 64% građana izjasnilo pripadnikom neke crkve ili vjeroispovijesti). (2001.)

## Gradska uprava
Debrecin, kao središte županije Hajdu-biharske, ima status tzv. grada s pravom županije. Upravno tijelo grada je gradska samouprava, službeno Samouprava Grada s pravom županije Debrecina. Adresa samouprave je Piac utca 20. (Stara gradska kuća).
Tijela Grada Debrecina jesu:
- Gradonačelnik
- Gradska skupština i njezini odbori
- Tijelo mjesne samouprave
- Ured gradske skupštine (Ured gradonačelnika, adresa: Kálvin tér 11.)

## Povijest

### Srednji vijek
Naselje koje je pod imenom Debrezun u pisanim dokumentima prvi put spomenuto 1235. godine nastalo je u 12-13. stoljeću ujedinjenjem sela Debrezun, Torna i Szentlászlófalva. Ime Debrezun vjerojatno je turskog porijekla i bilo je osobno ime (sa značenjem "neka živi/neka kreće"). 1361. godine dobije rang opidija od Ludovika Velikog.

### Nastanak građanskog Debrecina
1530-ih godina stanovništvo grada prelazi s rimokatoličke vjere na protestantizam te Debrecin ubrzo postaje središte kalvinizma u Ugarskoj.  1538. godine osnovana je ugledna obrazovna ustanova mađarskog protestantizma, Reformatski kolegij. Grad je uspio sačuvati svoju nezavisnost čak i u vrijeme osmanskog osvajanja Ugarske (15-16. stoljeće) istovremeno plaćajući poreze sultanu, Kneževini Transilvaniji a (do početka 17. stoljeća) čak i Hrvatsko-ugarskom kraljevstvu.
Stanovništvo grada od polovine 16. stoljeća postalo je isključivo protestantske (prvo luteranske pa nedugo zatim kalvinske) vjeroispovijesti. Gradski vođe od 1551. godine zabranjivali su doseljavanje katolika u grad pa je rimokatolički crkveni život praktički prestao, dok katoličke crkve zauzimali su protestanti. 
1693. godine Leopold I. podiže Debrecin na rang slobodnog kraljevskog grada.
Grad je kroz stoljeća raznim tranzakcijama dolazio do mnogobrojnih oranica, pašnjaka i šuma pa je na kraju stekao površinu od skoro 1000 (!) četvornih kilometara. Golemo područje pašnjaka Hortobágya je nekad u cijelosti pripadalo gradu Debrecinu.
U Debrecinu aristokracije nije bilo pa je zato stekao nadimak cívis város ili "građanski grad".

### Pod habsburškim apsolutizmom
Tijekom 18. stoljeća Debrecin je zbog seljačko-građanskog karaktera i kalvinske vjere svoga stanovništva bio podvrgnut lošem tretmanu od strane habsburškog apsolutizma. Naredba o carini koju je izdala Marija Terezija ugrožavala je razvijeni obrt grada, dok kalvinska crkva i Kolegij bili su izloženi napadima protureformacije.
1715. godine posljedicom zakona o promaknuću Debrecina za slobodni kraljevski grad, rimokatolička se crkva nakon jednog i pol stoljeća primoranog odsustva vratila u grad. Misionarskog zadatka poduzeli su se franjevci pa je i Crkva Sv. Ana (od 1993. godine katedrala) bila uskoro sagrađena.
U prvoj polovini 19. stoljeća oko današnjeg glavnog trga nicale su monumentalne zgrade, među kojima najznačajnija je Reformatska velika crkva (Református Nagytemplom). Sagrađena u klasicističkom stilu sa svojim dvama tornjevima postala je svojevrsnim zaštitnim znakom grada, a i simbolom mađarskog protestantizma. 

### 1848.–1849.godine
Tijekom burnih događaja mađarske borbe za slobodu protiv Habsburgovaca Debrecin je na kratko vrijeme postao glavnim gradom Mađarske (od siječnja do kraja svibnja 1849. godine). Odluke mađarskog parlamenta 14. travnja 1849. godine o detronizaciji Habsburgovaca, nezavisnosti Mađarske i Transilvanije od Austrije i izabranju Lajosa Kossutha za guvernera Mađarske izrečene su na svom zasjedanju u Reformatskoj velikoj crkvi.

### Iz središta države na rub države
1857. godine otvorena je željeznička linija Szolnok - Debrecin koja pospješuje industrijalizaciju. 1876. godine Debrecin postaje županijskim središtem županije Hajdú. 1912. godine grad dobije sveučilište. 1919. – 1920. godine Debrecin trpi invaziju rumunjske intervencijske vojske koja je došla u zemlju ciljem suzbijanja Mađarske sovjetske republike Béle Kuna. 
1920. godine posljedicom trianonskog mirovnog ugovora Debrecin postaje pograničnim gradom te prima tisuće izbjeglice mađarske nacionalnosti iz susjednih zemalja. Velika ekonomska kriza (1929. – 1933.) i dugovi zakočili su razvoj grada čiji su dužnosnici izlaz iz tunela pronašli u razvijanju turizma (izgradnja sveučilišnih i rekreacijskih objekata u gradskom parku Nagyerdő, populariziranje Hortobágya kao turističke destinacije itd.) 

### Drugi svjetski rat
1944. godine tepih-bombardiranja koštaju grad 5 tisuća ljudskih života i oštećenje ili rušenje 70% svih zgrada. (Bitka kod Debrecina u listopadu 1944. godine jedna je od većih bitaka rata). Zasjedanjem mađarskog privremenog sabora u zgradi Reformatskog kolegija 21. prosinca 1944. godine ciljem izabranja članova nove (privremene) vlade Debrecin još jednom nakratko dobije ulogu glavnog grada Mađarske.

### Novije doba
Doba komunizma obilježavaju veliki građevinski radovi (izgradnja stambenih kvartova, industrijalizacija), uglavnom nakon što Debrecin postaje središtem novonastale županije Hajdu-biharske. Poslije 1956. godine dolazi do osnaživanja tradicionalnih industrijskih djelatnosti i uvođenja novih grana industrije. Najveća poduzeća tog razdoblja bila su: Tvornica kotrljajućih ležaja, Tvornica medicinskih naprava "Medicor" i Tvornica lijekova "Biogal".
Preustrojstvom sustava vlasništva ne samo njegovi građani nego je i sam grad veleposjednik izgubio svoje posjede, uključujući čitav prostor Hortobágya.
Od te ere pa do danas, karakter Debrecina određuju industrija, studentski život i razni kulturni događaji.

## Gospodarstvo

### Infrastruktura
Grad s glavnim gradom Mađarske povezuju suvremene autoceste M3 (Budimpešta - Nyíregyháza) i njen novi ogranak M35 (Görbeháza - Debrecin). (Vožnja od glavnog grada traje oko dva i pol sata). Glavna željeznička linija br. 100 (Budimpešta - Záhony) je djelomično modernizirana. (Dužina puta Budimpešta - Debrecin je 221 km te IC-vlakom traje 2 sata i 31 minutu). Do dva veća grada u okolini Debrecina, Miskolca i Nyíregyháze također je moguće stići autocestom.
Međunarodni aerodrom, drugi najveći aerodrom u zemlji također je moderniziran. U vlasništvu je grada i dosad prima uglavnom charter-letove.
Za gradski javni prijevoz odgovorna su državna dionička društva DKV Zrt. (tramvaji i trolejbusi) te Hajdú Volán Zrt. (autobusi). U Debrecinu ima ukupno 51 autobusna, dvije trolejbusne i jedna tramvajska linija.

### Industrija
Tijekom promjene režima (demokratizacije) u Mađarskoj 1989. – 1990. godine mnoga velika poduzeća su zatvorena. Velike tvornice koje su zapošljavale tisuće građana bile su privatizirane pa su prestale raditi ili su se preobrazile. Od industrijskih djelatnosti značajne su ostale samo poneke, na primjer proizvodnja lijekova koja se čak razvijala ili mehanička industrija. Građevinska industrija je također došla k sebi. 
Danas bitan element u gospodarstvu Debrecina čini Industrijski park.

## Kultura

### Književnost
Začetak književnog života u Debrecinu povezan je s reformacijom. Prvu tiskaru u gradu osnovao je protestantski izbjeglica iz Kasse (danas: Košice) Gál Huszár. (Ona je bila prethodnica današnje Alföldske tiskare - Alföldi Nyomda koja je najstarija industrijska jedinica u kontinuiranom radu u Mađarskoj). Za status Debrecina kao kalvinskog centra zaslužan je propovjednik i autor religiozne literature Péter Méliusz Juhász (1536. – 1572.).
Istaknut kulturni značaj Debrecina u Ugarskoj većinom je bila posljedica djelovanja Reformatskog kolegija čiji su nastavnici posjećivali najbolja protestantska sveučilišta u Europi.
Vrhunac svog književnog života Debrecin je postigao u doba prosvjetiteljstva. Najveći mađarski pjesnik tog razdoblja Mihály Csokonai Vitéz rođen je u Debrecinu 17. studenog 1773. godine.
Premještanjem intelektualnog života u Peštu Debrecin u 19. stoljeću počinje gubiti svoju vodeću ulogu u mađarskoj književnosti. Mnogi pisci poput autora mađarske himne Ferenca Kölcseyja (1790. – 1838.) i Endrea Adyja  (1877. – 1919.) ipak provode u Debrecinu nekoliko za svoja stvaralaštva važnih godina. 
Magda Szabó (1917. – 2007.), velikan novije mađarske proze i drame rođena je u Debrecinu.     

### Obrazovanje
Sveučilište u Debrecinu osnovano je 1912. godine kao Mađarsko kraljevsko sveučilište u Debrecinu. (Nastava je počela dvije godine kasnije).  Sveučilište svoje korijene vuče od Reformatskog kolegija (1538.). Ima ukupno 29 tisuća studenata (19 tisuća redovnih).

### Muzeji i galerije
Muzej Déri ima kolekcije iz područja arheologije, povijesti, likovne umjetnosti i etnologije. Njegova najposjećenija točka je Dvorana "Munkácsy" gdje je izložena tzv. Kristovska trilogija, djelo velikog slikara mađarskog realizma Mihálya Munkácsyja (1844. – 1900.). Značajne su još egipatska i orientološka zbirka muzeja.
Spomen-muzej Ferenca Medgyessyja (1881. – 1958.), kipara svjetskoga glasa također je unikat među debrecinskim muzejima.
MODEM je druga najveća galerija suvremene umjetnosti u Mađarskoj. 

### Kazalište
Kazalište Csokonai je središte debrecinskog kazališnog života. Ima ansambl drame, plesa i opere.
Kazalište lutaka "Vojtina" pripada najboljim ustanovama te vrste u Srednjoj Europi.

### Glazba
Kollégiumi Kántus, pjevački zbor Reformatskog kolegija osnovan je još 1739. godine. Svjetski poznati Pjevački zbor "Kodály" postoji od 1955. godine. Osim njih u gradu postoji još otprilike čak 50 korova. Debrecinski filharmonički orkestar funkcionira od 1923. godine.
Međunarodno natjecanje pjevačkih zborova Béla Bartók priređuje se od 1961. godine.

## Vjerski život

### Reformatska crkva
Debrecin je rodno mjesto kalvinske Reformatske crkve Mađarske koja je osnovana tzv. debrecinskom sinodom 1567. godine. Debrecin je sjedište Reformatskog crkvenog okruga Zatisja (i njegove Debrecinske biskupije). Jedini je veći grad u Mađarskoj koji ima protestantsku većinu.
Debrecin zbog svega ovoga ima nadimak "kalvinski Rim" (kálvinista Róma).

### Rimokatolička crkva
U srednjem vijeku Debrecin je bio katolički grad. Kada ga je osvojio protestantizam, rimska je crkva došla u nepovoljan položaj. (Od 1552. do 1718. godine katoličkog crkvenog života u Debrecinu nije bilo). Do osnaživanja katolicizma došlo je tek krajem 19. stoljeća. Debrecin je danas sjedište Biskupije Debrecin-Nyíregyháza (i njenog Biharskog arhiđakonata).

### Grkokatolička crkva
Doseljavanje grkokatolika u grad počelo je početkom 19. stoljeća. Organiziranje grkokatoličke crkvene općine vezano je za posjet cara Franje Josipa I. Debrecinu 1890. godine. Njihova današnja crkva neobizantskog stila podignuta je do 1910. godine.

### Ostalo
U gradu su još prisutni pripadnici grkokatoličke, baptističke, unitarističke i evangelističke (luteranske) crkve kao i Židovske vjerske općine itd.

## Turizam
Debrecin posjećuju turisti uglavnom zbog znamenitosti gradskog centra i parka Nagyerdő, blizine Nacionalnog Parka Hortobágy, a i zbog termalnih toplica grada i njezinih popratnih usluga.
Ured za turističku informaciju nalazi se u glavnoj ulici Piac utca pod kućnim brojem 20. 

### Toplice
Kompleks Aquaticum koji obuhvaća toplice s liječilišnim centrom i Termál és Wellness Hotel nalazi se u gradskom parku Nagyerdő. Termalna voda koja sadrži natrijevog klorida, hidrokarbonata, joda, bromida i obične (kuhinjske) soli na površinu izbija topla 65 stupnjeva Celzijevih te je prikladna za ublaživanje reumatičnih, kožnih i ginekoloških bolesti. U objektu se također nalaze bazeni za plivanje, bazeni s ekstremnim programom i restoran.

### Smještaj i ostali objekti
Aranybika Szálloda (Hotel Zlatni bik) legendarni je hotel Debrecina. Njegovo starije krilo sagrađeno je 1915. godine u secesijskom stilu.   
Najelegantniji hoteli u Debrecinu su već spomenuti Aquaticum Termál és Wellness Hotel i Hotel Lycium koji je odmah iza glavnog trga grada. (Oba imaju četiri zvjezdice). Sport Hotel s tri zvjezdice (dio sportskog kompleksa gradskog parka) popularan je među posjetiteljima koji dolaze na neki od raznih sportskih događaja. Među drugim vrstama smještaja također postoje 3 kampa i više od 10 ustanova koje pružaju smještaj hostelskog tipa (uglavnom preko ljeta).
Kongresni centar "Kölcsey" (iza glavnog trga) sa svojih 13 tisuća četvornih metara drugi je najveći konferencijski centar, dok Dvorana "Főnix" druga je najveća dvorana za priredbe u Mađarskoj.

### Gastronomija
Za Debrecin karakteristična jela su debrecinski punjeni kupus (sarma), palačinke s mesom á la Hortobágy, šlambuc, specijaliteti od mesa sivog goveda, riblja juha itd.

## Šport
- DVSC, nogometni klub

## Znamenitosti
- Reformatska velika crkva
- Stara gradska kuća
- Reformatski kolegij
- Županijska kuća
- Kip Lajosa Kossutha
- Katedrala Sveta Ana
- Hotel Aranybika (Zlatni bik)
- Reformatska mala crkva
- Nagyerdő (Velika šuma) s toplicama, zoološkim vrtom i glavnom zgradom sveučilišta
- Kazalište Csokonai
- Muzej Déri
- Muzej Reformatskog kolegija
- Šumska željeznica "Zsuzsi"
- Dvorana "Főnix" (za priredbe)

## Gradovi prijatelji
Debrecin ima ugovore o prijateljstvu i partnerstvu sa sljedećim gradovima:
| - Cattolica, Italija - Jyväskylä, Finska - Klaipėda, Litva - Lublin, Poljska - New Brunswick (New Jersey), Sjedinjene Američke Države - Oradea, Rumunjska - Paderborn, Njemačka | - Rishon LeZion, Izrael - Sankt Peterburg, Rusija - Setúbal, Portugal - Šumen, Bugarska - Košice, Slovačka - Tajtung, Tajvan |

## Galerija
- Pogled s tornja Velike crkve
- Hotel Aranybika (Zlatni bik), primjer mađarske secesije (1915)

## Vanjske poveznice
- (engl.) Povijest Debrecina i županije Hajdu-biharske
- Aerial photography: Debrecen